# Saint-Goazec

Saint-Goazec este o comună în departamentul Finistère, Franța. În 1 ianuarie 2022 avea o populație de 730 de locuitori.